# Монтано Антилија
Монтано Антилија (итал. Montano Antilia) је насеље у Италији у округу Салерно, региону Кампанија.
Према процени из 2011. у насељу је живело 790 становника. Насеље се налази на надморској висини од 714 м.

## Становништво
| 1951. | 1961. | 1971. | 1981. | 1991. | 2001. | 2011. |
| ----- | ----- | ----- | ----- | ----- | ----- | ----- |
| 3.017 | 2.810 | 2.689 | 2.759 | 2.664 | 2.191 | 2.233 |